# Couepia cataractae
Couepia cataractae är en tvåhjärtbladig växtart som beskrevs av Adolpho Ducke. Couepia cataractae ingår i släktet Couepia och familjen Chrysobalanaceae. Inga underarter finns listade i Catalogue of Life.